# Lettner der Kathedrale von Bourges

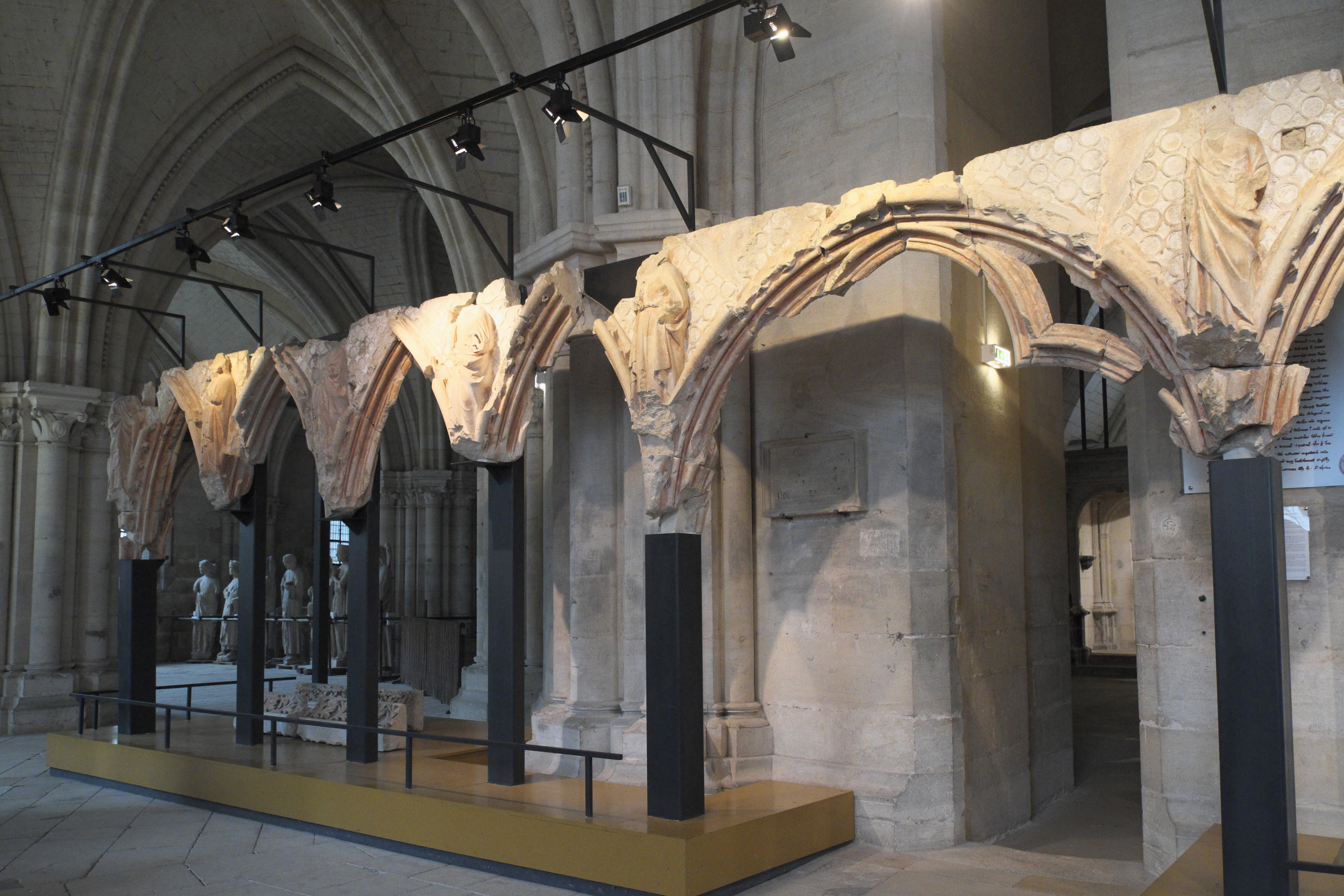
Rekonstruktion des Lettners

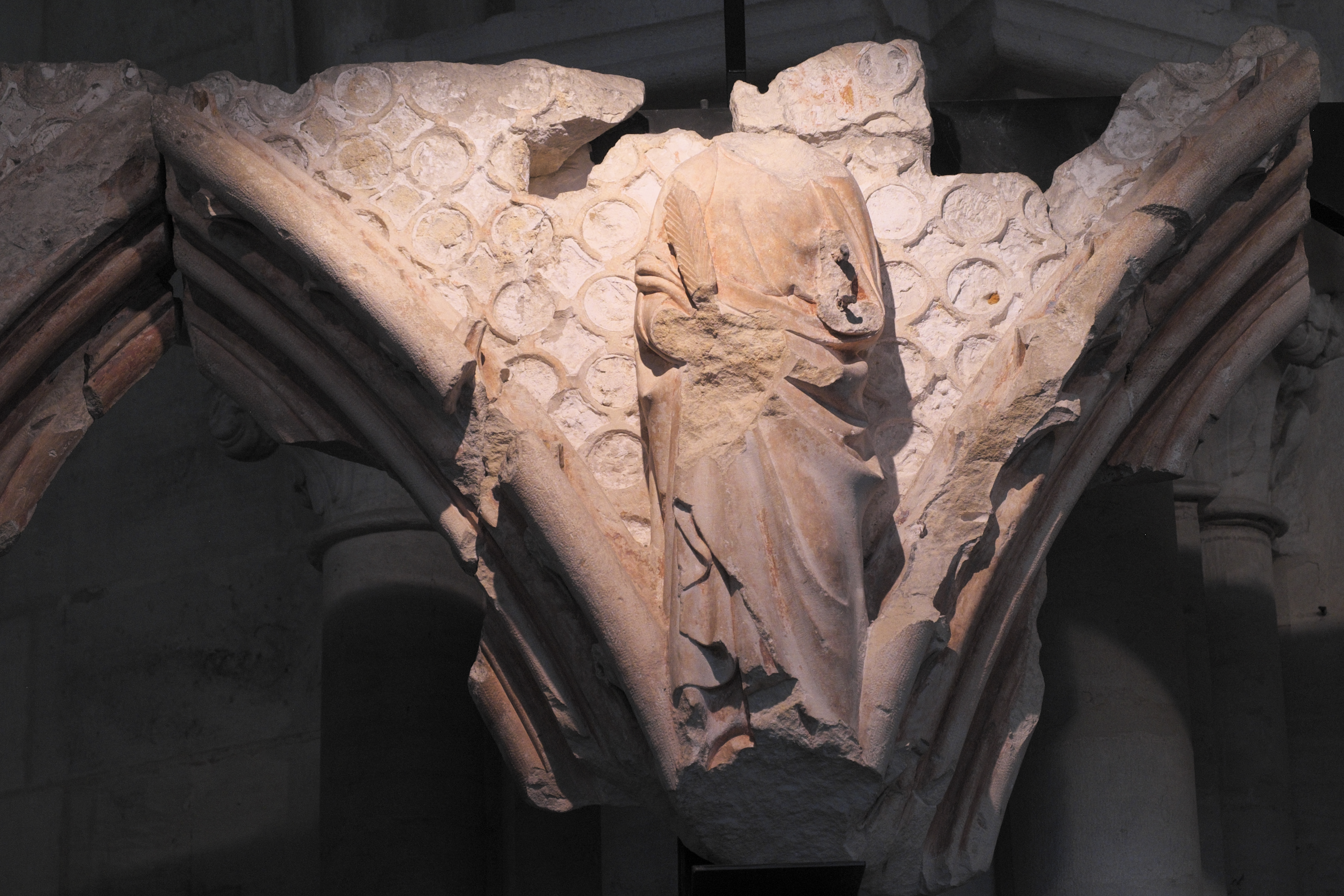
Apostel

Der Lettner der Kathedrale Saint-Étienne in Bourges, der Hauptstadt des Département Cher in der französischen Region Centre-Val de Loire, wurde im Jahr 1240 im Stil der Gotik geschaffen. Die um das Jahr 1195 begonnene und mit dem Patrozinium des heiligen Stephanus versehene Kathedrale wurde aufgrund ihrer Architektur, ihrer Bleiglasfenster und ihrer Skulpturen wie den erhaltenen Resten des Lettners im Jahr 1862 als Monument historique in die Liste der Baudenkmäler in Frankreich (Base Mérimée) aufgenommen. Seit 1992 gehört die Kathedrale zum UNESCO-Welterbe. Die Relieffragmente des Lettners sind eigens in der Base Palissy, dem Verzeichnis denkmalgeschützter Objekte in Frankreich, eingetragen.

## Geschichte
Die Ausstattung der Kathedrale wurde im Jahr 1562 während der Hugenottenkriege sehr stark beschädigt. Der Lettner am Eingang zum Chor war leicht zugänglich, den Figuren wurden die Köpfe abgeschlagen und manche Skulpturen wurden vollständig zerstört. Im Jahr 1653/54 wurde eine erste Restaurierung und Wiederherstellung des Lettners unternommen.
Im Jahr 1757 wurde der Lettner unter dem Vorwand, dass den Gläubigen eine bessere Teilnahme am Gottesdienst ermöglicht werden sollte, abgebrochen und durch zwei Ambonen ersetzt. Der Chor wurde von Michel-Ange Slodtz unter Einhaltung der Vorschrift umgestaltet, dass geweihte Ausstattungsstücke nicht aus der Kirche entfernt werden durften. Die Bruchstücke des Lettners wurden deshalb im Boden der Kathedrale eingelassen oder beim Bau der Chorschranke im 18. Jahrhundert wiederverwendet. Als die Chorschranke im Jahr 1850 abgerissen wurde, kamen elf große Relieffragmente mit einer Seitenlänge von 1,10 Metern zum Vorschein, auf denen Szenen der Passion dargestellt waren. Diese Relieffragmente wurden anschließend in der unteren Kirche (église basse), der sogenannten Krypta, aufbewahrt. Im Jahr 1891 brachte Louis Courajod, Konservator des Louvre, die vier am besten erhaltenen Reliefs nach Paris. Bei weiteren Baumaßnahmen in der Kathedrale wie dem Einbau der Heizung im Jahr 1894 wurden weitere Fragmente des Lettners entdeckt. Im Jahr 1994 kamen die vier Reliefs und weitere Fragmente, die später dorthin gebracht worden waren, aus dem Louvre zurück in die Kathedrale von Bourges und wurden mit den vorhandenen Teilen wieder zusammengesetzt. Heute wird die Rekonstruktion des Lettners aus den wiederaufgefundenen Fragmenten in der unteren Kirche der Kathedrale ausgestellt.

## Beschreibung

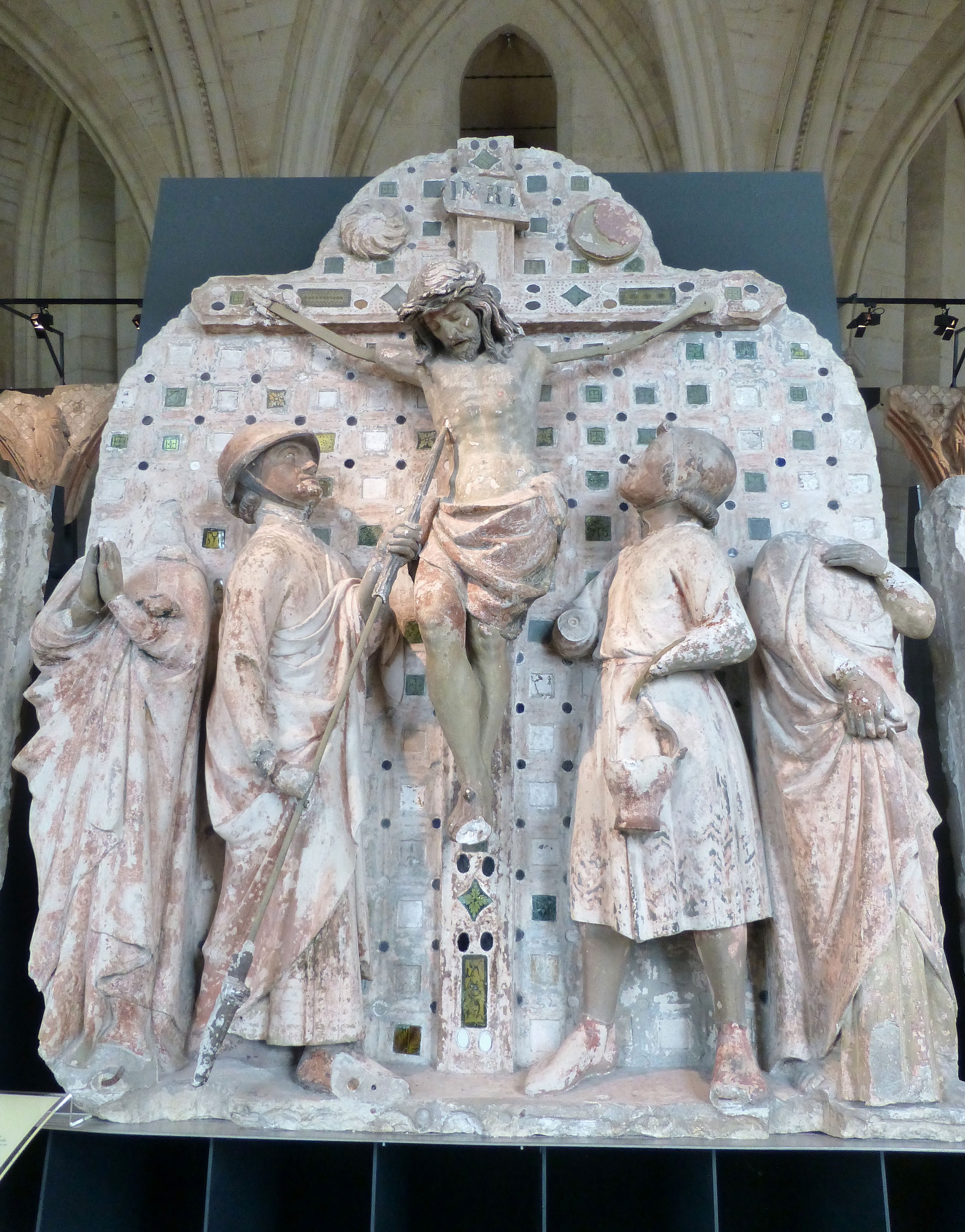
Kreuzigungsszene

Am Eingang zum Chor stand eine circa sieben Meter hohe und 14 Meter breite Empore, die dem Klerus vorbehalten war. Von hier wurden die Episteln und die Evangelien verlesen.
Der Lettner bestand aus einer Reihe von Arkaden mit leicht zugespitzten Bögen. In den Zwickeln der Bögen waren die zwölf Apostel, mit einem Heiligenschein umgeben, barfuß und mit der Märtyrerpalme in Händen, dargestellt, manche waren durch ihr Attribut gekennzeichnet wie der Apostel Petrus mit seinen Schlüsseln. Seitlich standen zwei Propheten. An der Rückwand sind kleine Kreise zu erkennen, die mit Glasscheiben ausgelegt waren.
Über den Aposteln, zwischen zwei Blattfriesen, waren aneinandergereiht Reliefs mit Szenen der Passion angebracht. Der Hintergrund der Reliefs war mit kleinen Quadraten versehen, die ebenfalls mit Glasscheiben ausgelegt waren. Wie die Figuren der Apostel waren die Figuren der Passionsszenen als Hochreliefs skulptiert.
Die Szenen der Passion beginnen mit der Darstellung der Übergabe der dreißig Silberlinge an Judas, es folgen der Judaskuss, Pontius Pilatus mit seiner Dienerin, die ihm einen beunruhigenden Traum seiner Frau berichtet, die Geißelung Christi, der Kreuzweg und die Kreuzigung, die Kreuzabnahme, die Grablegung, die Wächter am Grab und der Engel mit den heiligen Frauen am leeren Grab und Jesus, der nach seiner Auferstehung Maria Magdalena (Noli me tangere) erscheint. Weitere Reliefs stellen die Höllenfahrt Christi, Leviathan, der die Verdammten verschlingt, und den Höllenkessel, in dem die Verdammten über einem lodernden Feuer schmoren, dar.
Besonders prächtig ist das Relief mit der Kreuzigungsszene gestaltet, das ursprünglich über dem Eingang zum Chor angebracht war. Der Hintergrund ist mit kleinen Quadraten verziert, die mit farbiger Glaspaste ausgelegt waren. Unter dem Kreuz stehen vier Personen, die Köpfe der beiden äußeren Figuren, vermutlich Maria und Johannes, sind nicht mehr erhalten. Zur Rechten des Gekreuzigten, steht die Figur, die Jesus mit einer Lanze in die Seite stößt, der Figur zu seiner Linken fehlt die Hand mit dem Essigschwamm, den sie Jesus reicht.

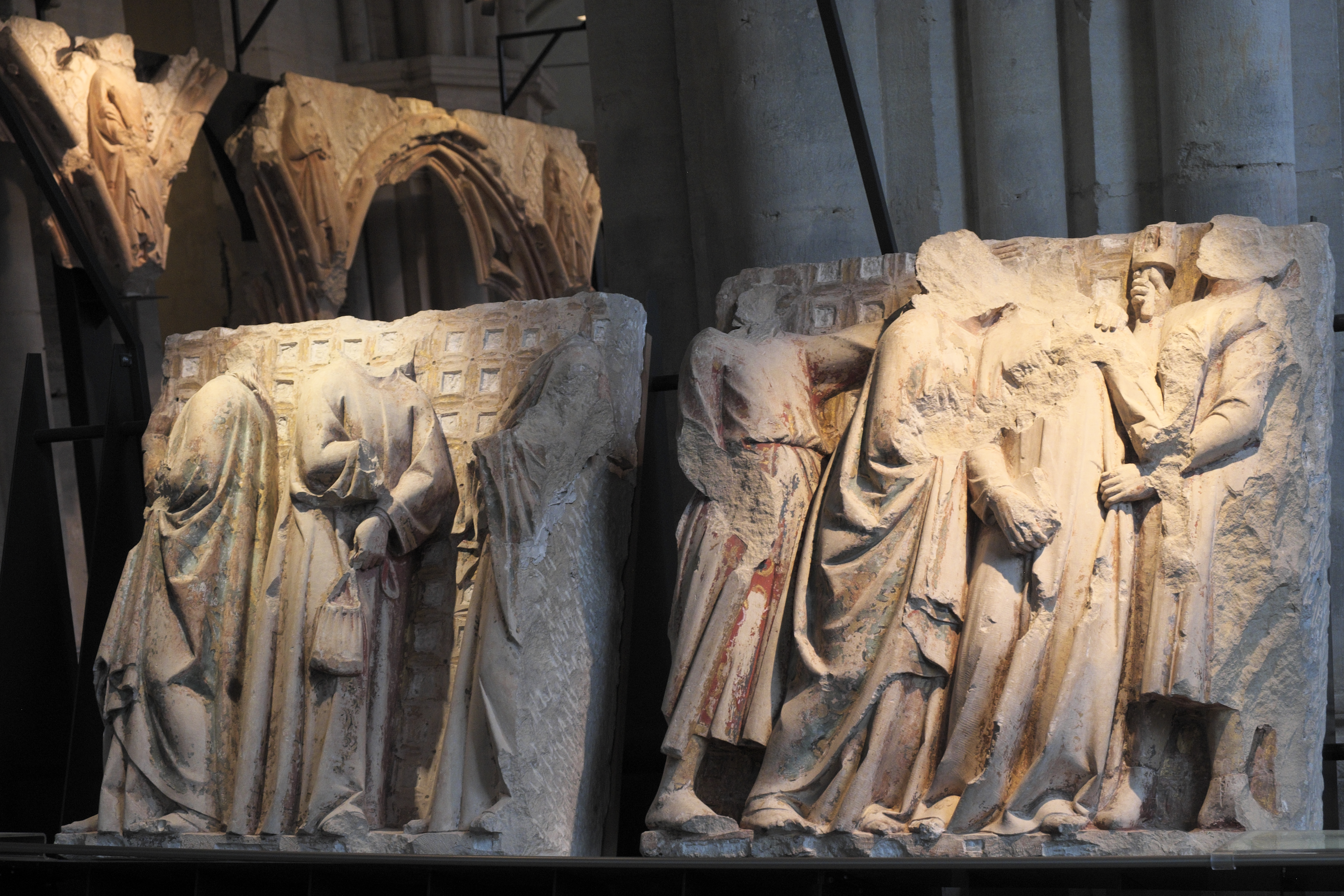
Übergabe der dreißig Silberlinge und Judakuss
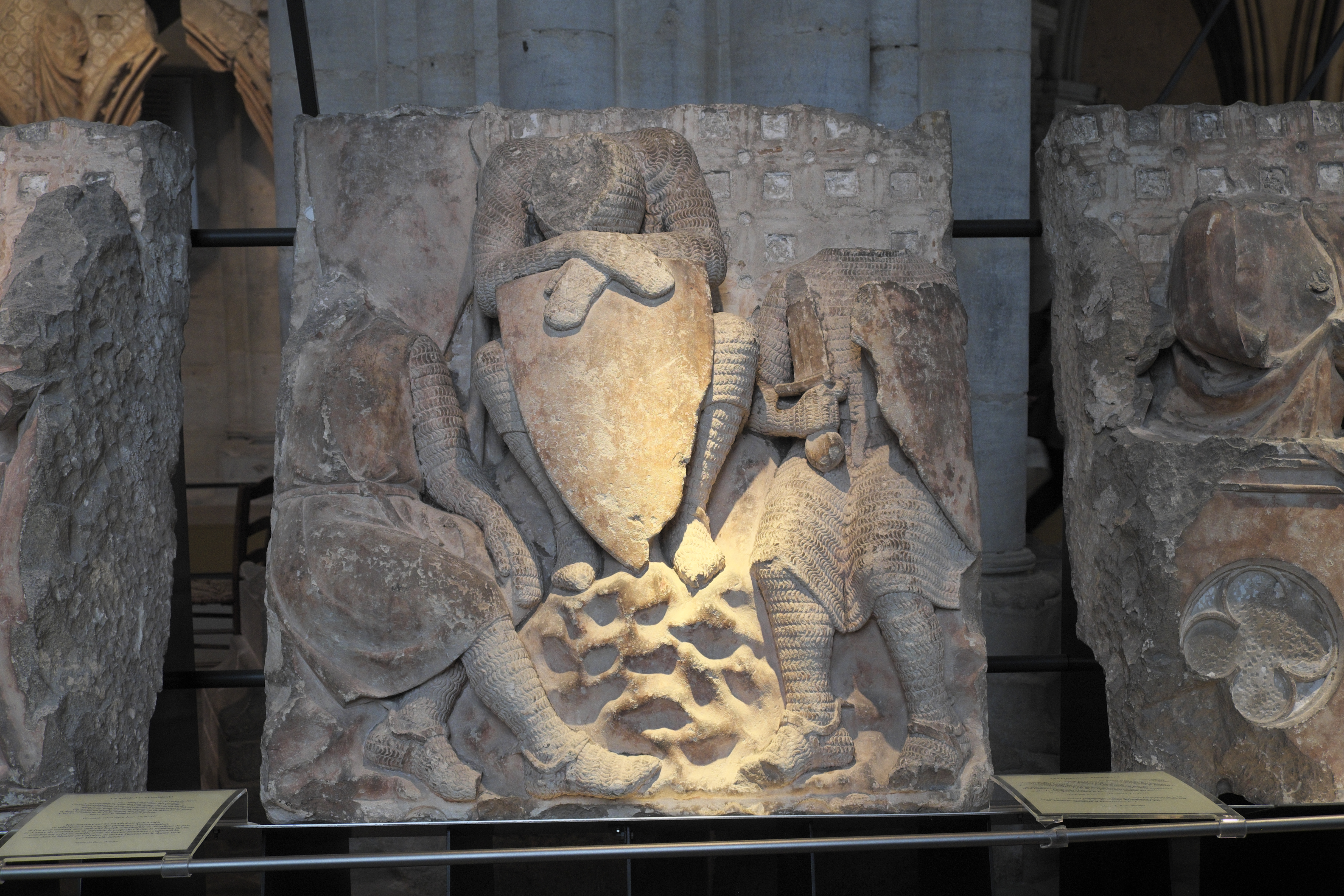
Wächter am Grab
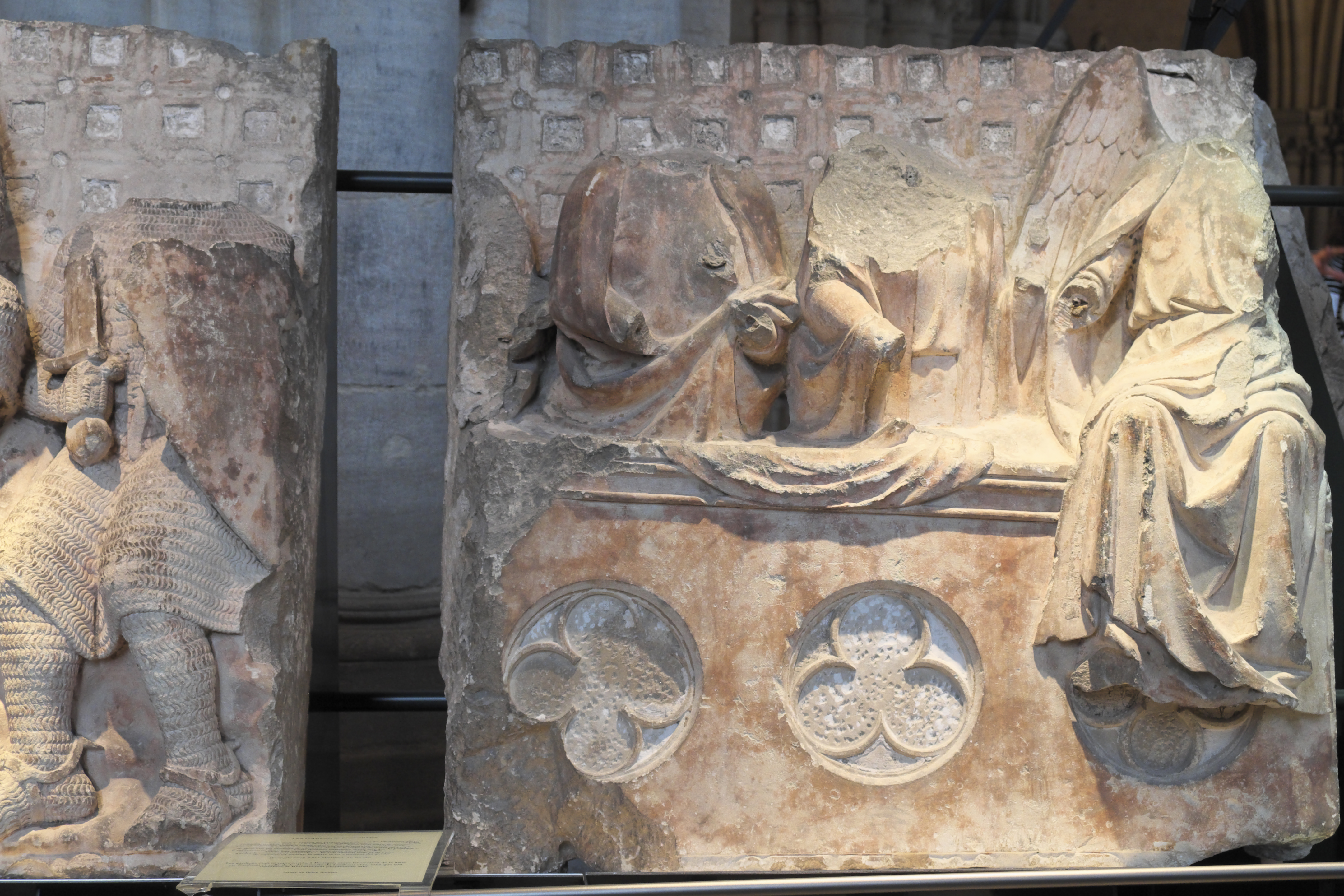
Engel und Frauen am leeren Grab

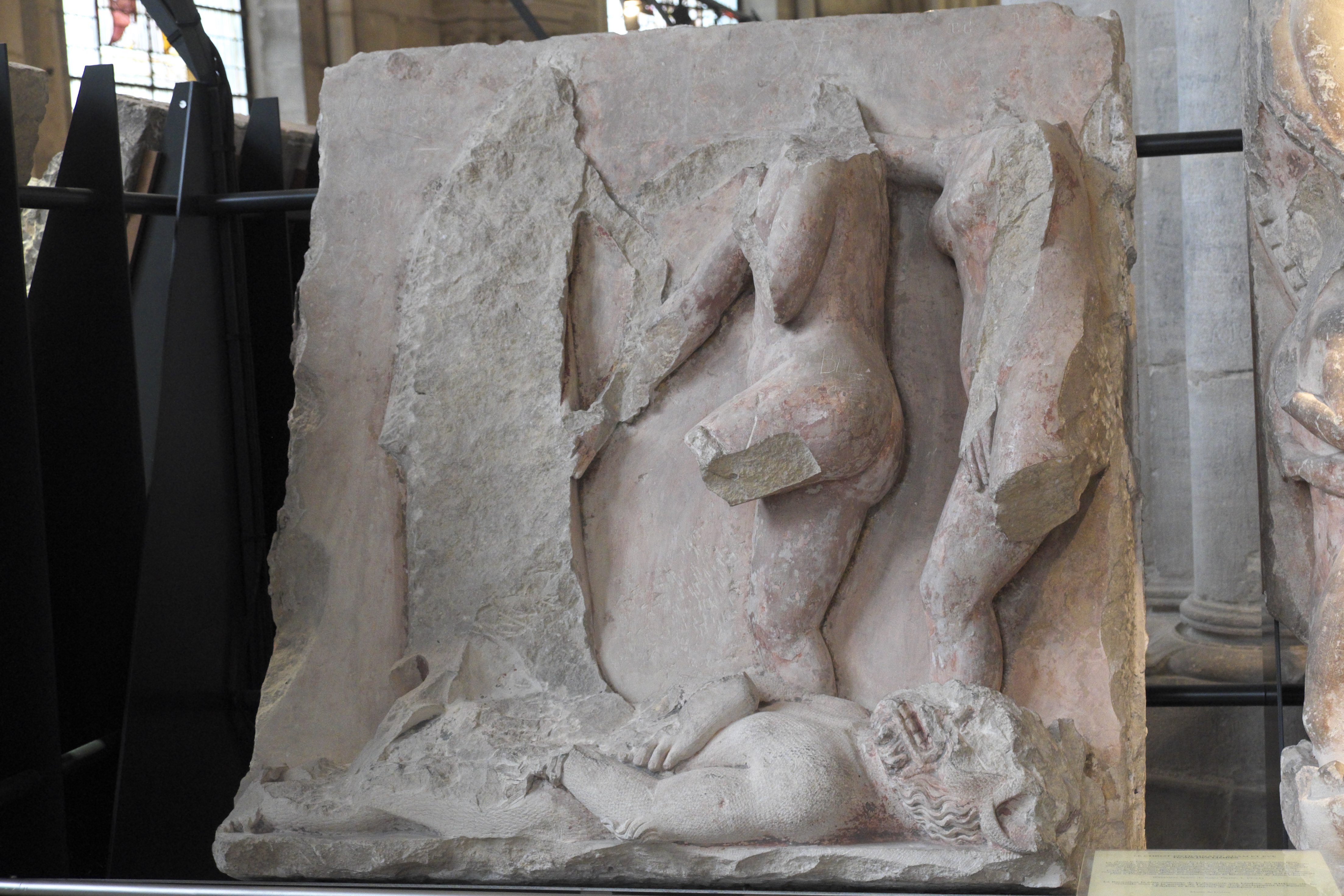
Höllenfahrt Christi
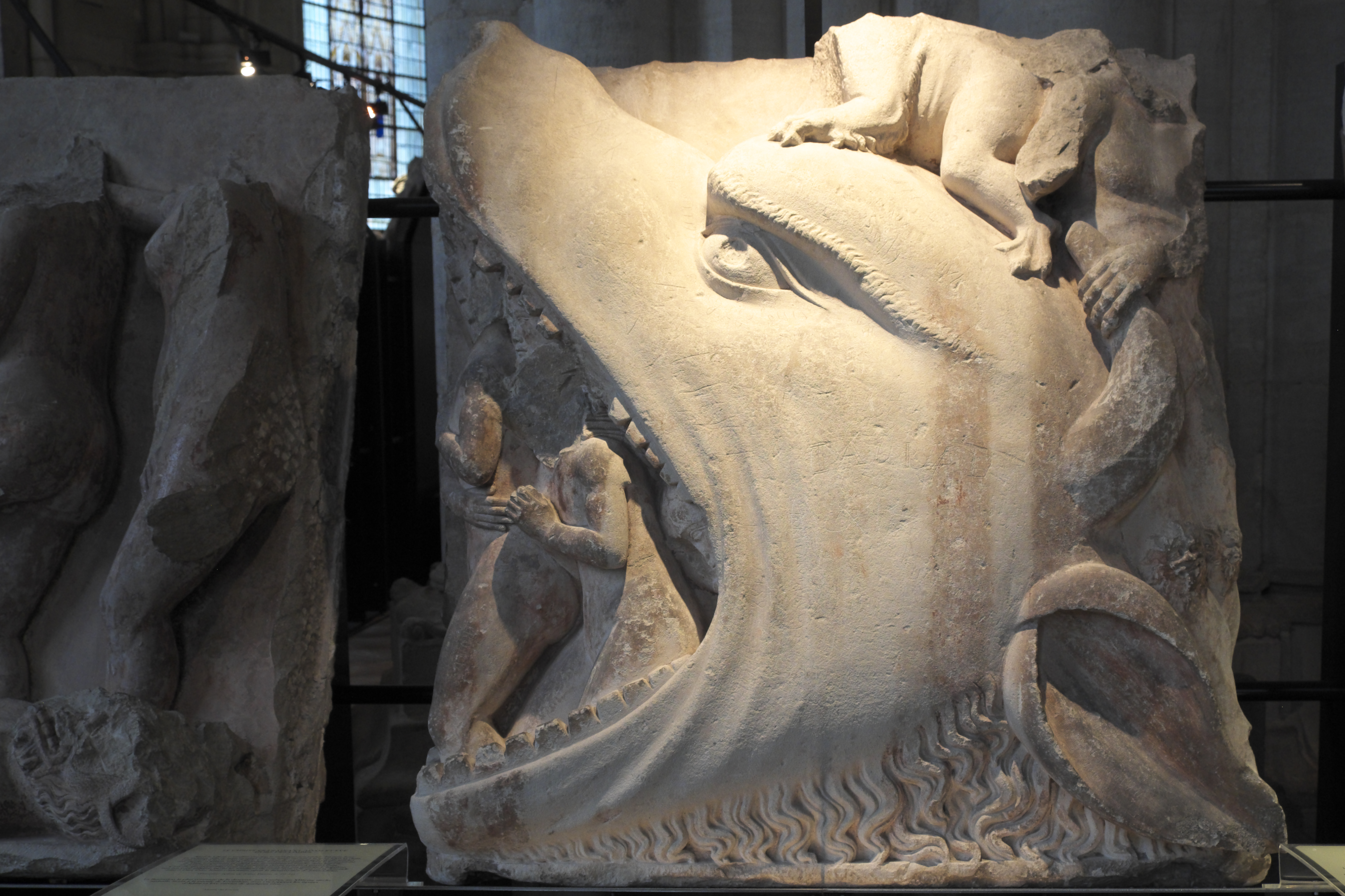
Leviathan und Verdammte
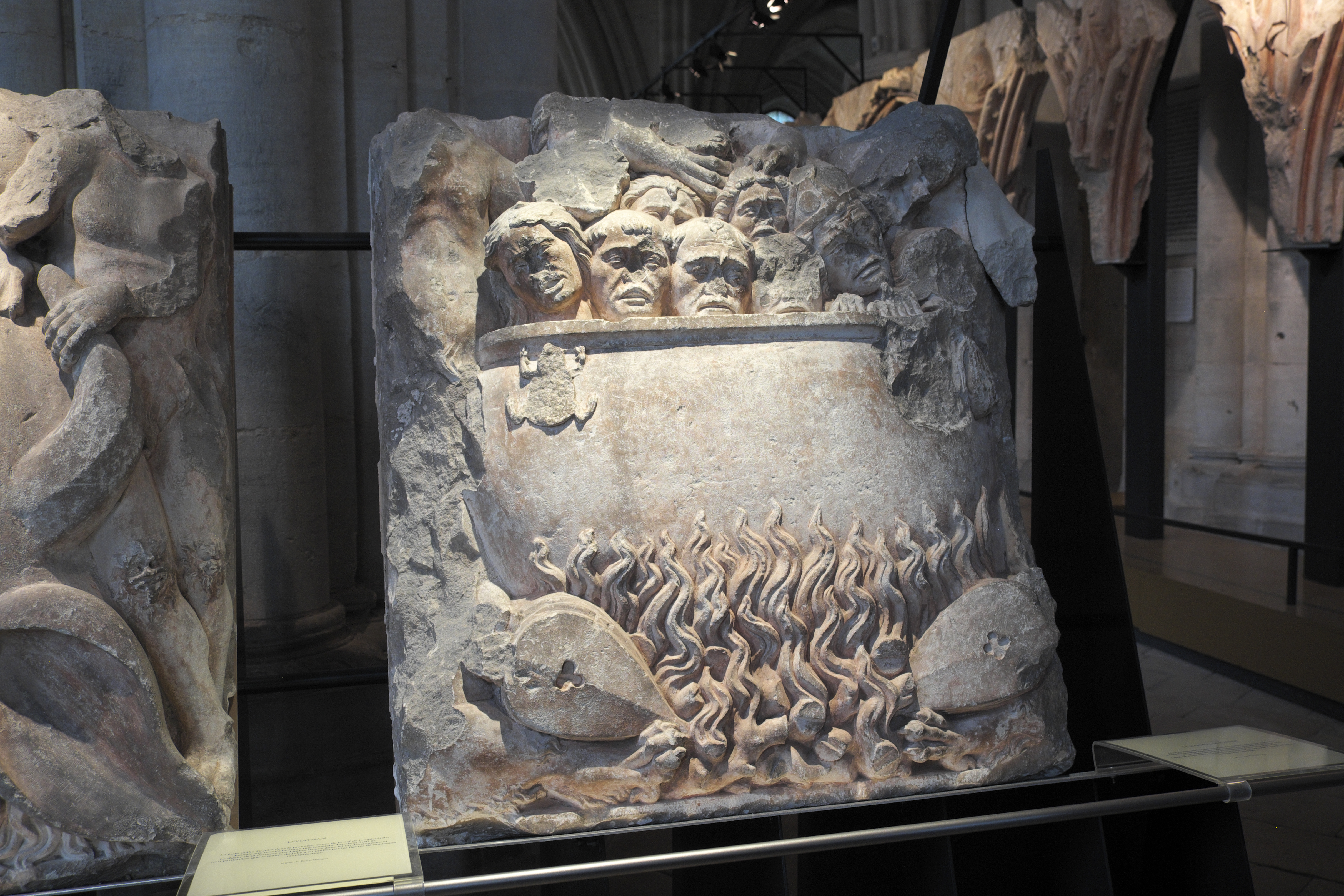
Verdammte im Höllenkessel